# Highland Park (Illinois)
Highland Park város az USA Illinois államában, Lake megyében. Lakosainak száma 30 176 fő (2020. április 1.).

## Népesség
A település népességének változása:

| 2010 | 29 763 |
| 2020 | 30 176 |